# Tole
Tole is een geslacht van pissebedden uit de superfamilie Janiroidea. Het is voor het eerst wetenschappelijk beschreven in 1901 door Arnold Edward Ortmann. Tole is momenteel niet aan een familie toegewezen en wordt ondergebracht in de Janiroidea incertae sedis.
Het geslacht omvat 12 soorten:
- Tole alascensis (Benedict, 1905)
- Tole erostrata (Richardson, 1899)
- Tole extans (Barnard, 1914B)
- Tole glabra (Richardson, 1908B)
- Tole laciniata (Sars, 1872)
- Tole libbeyi Ortmann, 1901
- Tole sarsi (Richardson, 1905B)
- Tole speciosa (Bovallius, 1881)
- Tole spinosa (Harger, 1879)
- Tole spinosissima (Stephensen, 1936)
- Tole triangulata (Richardson, 1899)
- Tole vilhelminae (Stephensen, 1913)